# Schwesterpartei
Als Schwesterpartei werden voneinander unabhängige Parteien gleicher oder ähnlicher politischer Ausrichtung und Zielsetzung bezeichnet.
Dem Typ nach sind nationale Schwesterparteien und internationale Schwesterparteien zu unterscheiden. In der Politikwissenschaft wird eher der Begriff der Parteienfamilie verwendet um Parteien nach Ähnlichkeitsmerkmalen zu ordnen.

## National
Nationale Schwesterparteien sind oft eigenständige regionale Ausbildungen einer landesweit gemeinsam agierenden parteipolitischen Richtungsorganisation. In parlamentarischen Vertretungen auf überregionaler Ebene sind derartige Schwesterparteien gewöhnlich in einer Fraktionsgemeinschaft organisiert.
Beispiele für nationale Schwesterparteien sind in Deutschland die CDU und die CSU in der Bundesrepublik sowie historisch die Zentrumspartei und die BVP in der Weimarer Republik. Im Unterschied zur CDU/CSU-Fraktion im Bundestag gab es zwischen Zentrum und BVP seinerzeit keine Fraktionsgemeinschaft. Ein spanisches Beispiel sind die katalanischen Sozialisten (PSC), die eine Schwesterpartei der gesamtspanischen sozialistischen Partei PSOE bilden (mit Fraktionsgemeinschaft im spanischen Parlament).
Ein weiteres Beispiel ist die Verbindung der FPÖ mit den Freiheitlichen in Kärnten, welche ab 2010 als Umbenennung des BZÖ Kärnten mit der FPÖ kooperierten und sich 2013 dann als Landesverband voll in die FPÖ integrierten.
In Kanada gibt es provinzielle Parteien, die zwar den nationalen Konservativen und Liberalen zwar personell und programmatisch stark verbunden sind, jedoch legal unabhängige Parteien darstellen.
Ebenso in Kanada kooperieren die Bloc Québécois (die Québec auf Bundesebene vertritt) und die Parti Québécois (die nur in Québec tätig ist) für die Unabhängigkeit und die Interessen Québecs. Sie verfügen über eine ähnliche Ideologie, Mitglieder- und Wählerbasis und bei Wahlen unterstützen sich beide Parteien gegenseitig, aber es existieren jedoch keine rechtlichen und organisatorischen Bindungen. Prominente Mitglieder sind oft bei Veranstaltungen der jeweils anderen Partei anwesend.

## International
Die Liberal-Demokratische Partei Russlands hat enge Beziehungen zur Liberal-Demokratischen Partei Belarus und zur Liberal-Demokratischen Partei Transnistriens. Trotz ihres Namens sind sie allesamt sozialkonservative, nationalistisch-rechtspopulistische bis neofaschistisch-rechtsextreme Parteien. Diese Parteien sind Nachfolger der Liberal-Demokratischen Partei der Sowjetunion, sowie die Liberal-Demokratische Partei der Ukraine, die eine liberal-demokratische Partei geblieben ist.
In San Marino sind drei Parteien als Pendant zu italienischen Parteien gegründet worden: die Vereinte Linke als Gegenstück zur Sinistra Ecologia Libertà, der Partito Democratico Cristiano Sammarinese als Schwesterpartei der ehemaligen Democrazia Cristiana und der Partito dei Socialisti e dei Democratici als Pendant des Partito Democratico.
Ähnliche Beispiele gab es im Freien Territorium Triest.
Die Lega dei Ticinesi ist namentlich der Lega Nord ähnlich und beide Parteien kooperieren miteinander. Für den Süden Italiens existiert die Partei Wir mit Salvini. Der Parteisekretär der Lega Nord ist der Präsident von Wir mit Salvini. Die französische Ligue du Sud wurde ebenfalls nach der Lega Nord benannt.
Internationale Schwesterparteien, die sich aufgrund ideologischer Gemeinsamkeiten über nationale Grenzen hinweg verbunden fühlen, haben dagegen meist nur lose organisatorische Verbindungen oder beschränken sich auf informelle Kontakte. Sie sind auch politisch und programmatisch häufig nicht deckungsgleich. So sehen beispielsweise Teile der deutschen AfD ihre Partei als Schwesterpartei der österreichischen FPÖ, obwohl sich die Parteien in der Entstehungsgeschichte und in einigen politischen Grundkonzepten stark unterscheiden.
Die Freiheitlichen Südtirols lehnen sich bewusst im Namen, Parteifarbe und ideologisch an die FPÖ an.

### Internationalen
Bereits die Erste Internationale von 1864 war ein internationaler Zusammenschluss parteipolitischer Schwesterorganisationen. Ihrem Beispiel folgten u. a. die Liberale Internationale (1947) und die Christlich-Demokratische Weltunion (1961).

### Europäische Union
Auf europäischer Ebene kam es im Vorfeld der ersten Direktwahlen zum Europäischen Parlament zur Bildung von Parteienföderationen. Organisatorischen Kern dieser Zusammenschlüsse bilden heute Parteisekretariate, die zumeist in Brüssel oder Straßburg angesiedelt sind, sowie die jeweiligen Fraktionen im Europaparlament.